# Virgilio R. González
Virgilio R. „Villo“ González (* 18. Mai 1926 auf Kuba; † 16. Juli 2014) war einer der fünf Einbrecher in die Zentrale der Demokraten im Watergate-Hotel. Er war der „Schlosser“ der Einbrechergruppe.
González war zunächst Fahrer des kubanischen Marineoffiziers Felipe Vidal Santiago. Nachdem Fidel Castro auf Kuba die Macht ergriff, wanderten beide nach Miami in Florida aus. Dort schlossen sie sich den Exilkubanern an. Im Winter 1962 kam das Gerücht auf, dass zwei Offiziere der roten Armee auf Kuba zu den USA überlaufen wollten. Eine kleine Gruppe mit González und Eugenio Martínez (einem weiteren späteren Watergate-Einbrecher) machte sich im Juni 1963 in geheimer Mission auf den Weg nach Kuba, um diese Offiziere zu finden. Diese Aktion war jedoch erfolglos, so dass sie wieder zurückkehrten.
González war bereits an dem Einbruch in das Büro des Psychiaters des Verteidigungsanalysten Daniel Ellsberg beteiligt (weil dieser die geheimen Pentagon-Papiere über den Vietnamkrieg der Presse zugespielt hatte).
Zur Zeit des Einbruchs wurde das Zimmer 314 im Watergate-Hotel für Sturgis und González gemietet. Im Watergate-Prozess plädierte er auf „schuldig.“ Auch González soll 10.000 $ aus dem Schmiergeldfonds des Komitees zur Wiederwahl des Präsidenten zur Bezahlung seiner Anwälte bekommen haben.